# Schmidt Spiele
Schmidt Spiele (tyska) är ett av tyskt företag om bland annat tillverkar pussel och spel för barn. Företaget grundades  1907.

## Officiell webbsida
- Schmidt Spiele